# Brähler ICS Konferenztechnik

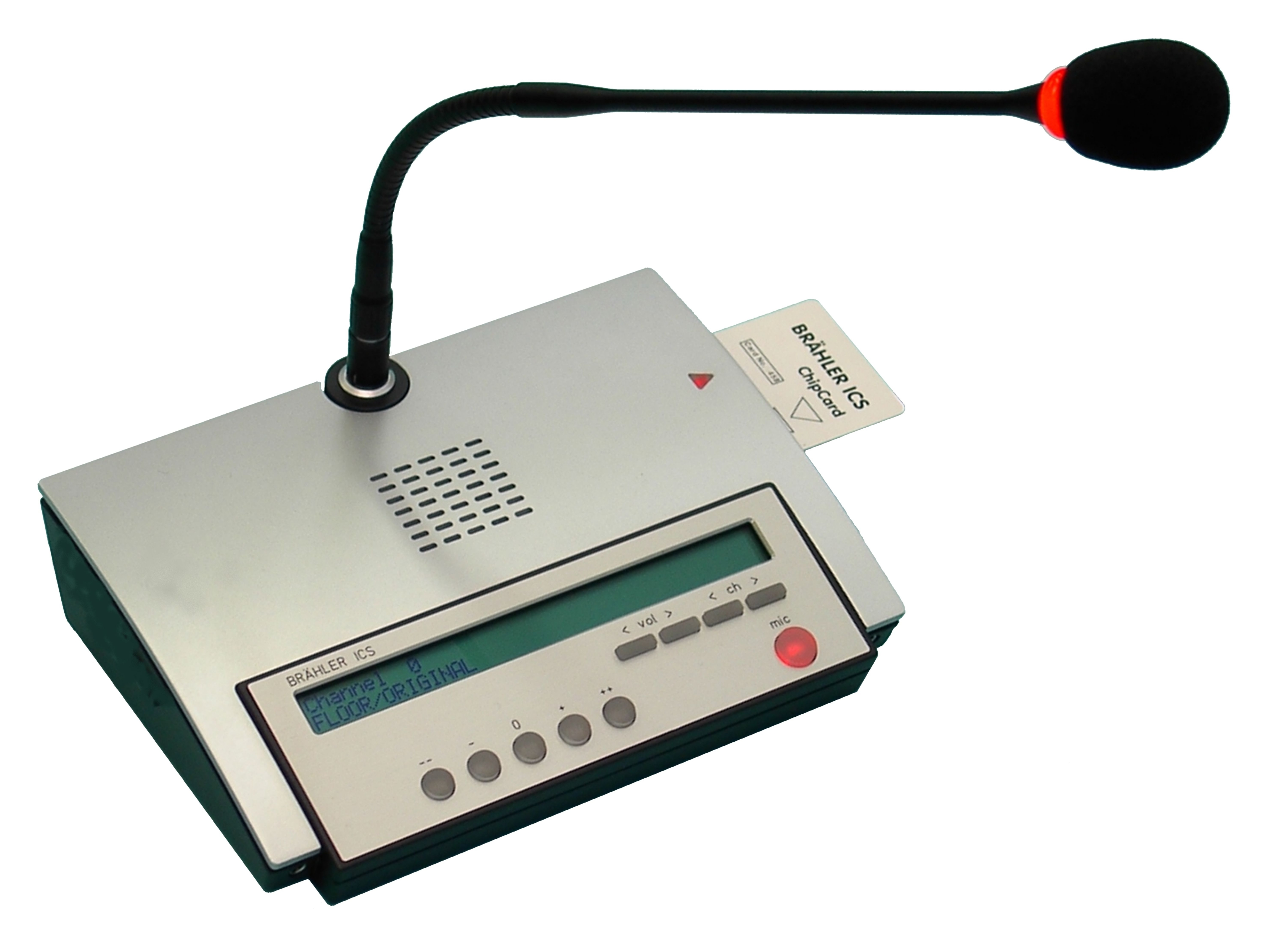
Konferenz- und Tischsprechstelle

Die Brähler ICS Konferenztechnik AG mit Sitz in Königswinter ist ein mittelständisches Unternehmen das in den Geschäftsbereichen der klassischen Konferenz- (Diskussionsanlagen, Simultandolmetscheranlagen und Abstimmungssysteme) sowie Veranstaltungstechnik (Vermietung) tätig ist.
Das Unternehmen wurde 1958 von Helmut Brähler gegründet, der als der Pionier in Sachen Konferenztechnik und Simultan-Dolmetscheranlagen galt und zählt heute in diesem Bereich zu den weltweit führenden Anbietern. Es gibt mehrere Niederlassungen in Deutschland (Berlin, Dresden, Hamburg, Königswinter, Köln, München, Magdeburg und Stuttgart), sowie Tochtergesellschaften unter anderem in Spanien, Großbritannien, Singapur und Hongkong.

## Geschichte
1958 gründete Helmut Brähler in Bonn das Unternehmen „Helmut Brähler Elektroakustik“. 1960 brachte Brähler ein Dolmetscherpult mit Originalkanal und vier Sprachkanälen auf den Markt. 1961 wurde die Einkabeltechnik eingeführt. Ab 1962 firmierte das Unternehmen als „Brähler Konferenztechnik“. 1965 entstand die erste Simultandolmetscheranlage mit drahtlosen 12-Kanal Induktionsempfängern. 1969 entstand das erste zentral gesteuerte automatische Diskussionssystem AUTOMIC. Im gleichen Jahr wurde mit einigen Partnerunternehmen das „International Congress Service-Netzwerk“ gegründet.
Brähler Konferenztechnik wuchs und zog 1973 nach Königswinter-Vinxel und 1989 in einen Neubau in Königswinter-Oberpleis. 1973 folgte die Premiere des ersten computergesteuerten Diskussionssystem DIGIMIC und 1975 die Entwicklung des computergesteuerten Abstimmsystems Digivote. Ab 1981 wurde die Sprechstelle mit dem Lautsprechermikrofon mit roter Leuchte (aktives Mikrofon) vermarktet. Seit 1984 wird das Betriebssystem OS-9 (Multi-User- und Multi-Tasking-Fähigkeit, Echtzeitbetrieb) eingesetzt. 1985 konnte eine Video-Kamera durch softwaregesteuerte Mikrofone betrieben werden. 1990 wurde INFRACOM-Guard und 1991 eine Chipkarte zur Identifikation von Delegierten am Mikrofonpult eingeführt.
1994 wurde „Digivote 2000“ ein erstes drahtloses Interaktionssystem mit Chipkarte und 1997 DIGIMIC auf den Markt gebracht. 1999 wurde die digitale Sprachübertragung mit bis zu 32 Kanälen eingeführt. Im Jahr 2000 folgte das digitale Konferenzsystem CDSVAN basierend auf DSP-Technik mit 16 Kanälen und 2002 ein neuer Infracom-Empfänger (32 Kanäle).
Ab 2003 konnten Audio-Aufzeichnungen auf der PC-Festplatte des Konferenzrechners durchgeführt werden und ab 2004 die Steuerung der Diskussionsanlage via TCP/IP und LAN. 2005 erschien ein CDSVAN mit 32 Kanälen und 2006 war eine Einführung des drahtlosen Digivote III Bewertungssystems. 2007 gab es eine zweite Generation des digitalen Dolmetscherpultes DOLV. 2009 war eine Einführung des digitalen, drahtlosen DIGIMIC Systems und 2010 wurde DIGIMIC Classic vorgestellt.
Produkte des Unternehmens wurden weltweit verwendet, u. a. in der El Azahar Moschee von Kairo, oder bei der Weltbank.